# Louis Ehrenfried

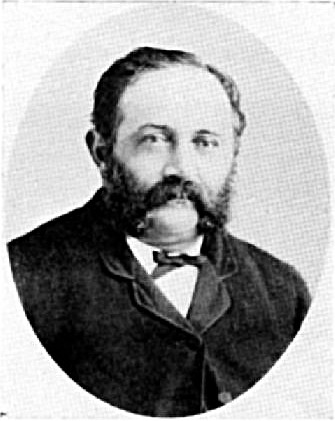
Louis Ehrenfried

Louis Ehrenfried (* 1835 nahe Hamburg; † 26. Februar 1897 in Auckland, Neuseeland) war ein bekannter neuseeländischer Bierbrauer und Kommunalpolitiker deutscher Herkunft.

## Leben und Wirken
Louis Ehrenfried wurde 1835 als Sohn jüdischer Eltern in der Nähe von Hamburg geboren. Die Familie verdiente ihren Lebensunterhalt in der Farmwirtschaft. Über seine Kindheit und Ausbildung ist nichts bekannt.
In den 1850er Jahren zog es ihn zusammen mit seinem Bruder Bernhard in die Goldfelder der britischen Kolonie Victoria. 1862, ein Jahr nach Beginn des Goldrausches in Otago, gingen beide Brüder mit ihrer Schwester Catherine nach Neuseeland, um in den Goldfeldern von Dunstan ihr Glück zu finden. Während ihre Schwester noch im Jahr der Ankunft in Dunedin heiratete, versuchten sich beide Brüder in unterschiedlichsten Geschäftstätigkeiten. Schließlich eröffneten sie einen Laden für Goldsucher und Minenarbeiter. Sie hofften, mit der Schafzucht Erfolg zu haben, und erwarben zusätzlich Land in Mataura. Doch als sie nach einem strengen Winter eine beträchtliche Anzahl von Schafen verloren hatten, mussten sie die Schafzucht wieder aufgeben. Auch in den Goldfeldern der West Coast hatten sie kein Glück. So hatte Louis Ehrenfried, als er 1868 mit seinem Bruder nach Aucklandkam, mehrere Tausend Pfund Schulden.
Kurze Zeit später zogen beide Brüder, die als unzertrennlich galten, nach Thames an den südwestlichen Rand der Coromandel Peninsula. Mit dem Wissen und der Erfahrung des Bierbrauens, das sie aus ihrer Heimat vom elterlichen Hof mitgebracht hatten, eröffneten sie dort eine Bierbrauerei. Thames war zu dieser Zeit durch die Goldfunde eine aufstrebende Stadt. Endlich erfolgreich, entwickelte sich ihre Ehrenfried Brothers Browery mit knapp 173.000 Liter Bierausstoß im ersten Jahr des Bestehens bis auf 1,5 Millionen Liter elf Jahre später und wurde damit damals zu einer der erfolgreichsten Unternehmungen in Neuseeland.
Nach dem Tod seines Bruders, der auf ihrer gemeinsamen Farm in Puriri 1869 durch den Angriff eines Bullen ums Leben kam, betrieb Louis Ehrenfried die Brauerei bis 1883 alleine weiter und erweiterte sie 1878 durch den Zukauf der Albert Brewery.
Nicht nur ökonomisch erfolgreich, vergrößerte Louis Ehrenfried auch seinen gesellschaftlichen Einfluss durch die Mitgliedschaft in der Corinthian Lodge, einer Freimaurerloge, deren Gründungsmitglied er am 5. Oktober 1876 wurde und durch sein politisches Engagement. Ehrenfried war von 1874 bis 1879 Councillor (Ratsmitglied) der Stadt Thames und übernahm von 1879 bis 1880 das Amt des Bürgermeisters der Stadt.
1885 kaufte Ehrenfried die in Auckland ansässige Brauerei R. Whitson & Sons auf und konzentrierte sich damit auf den stärker wachsenden Markt im Großraum Auckland. Assistiert wurde Ehrenfried bei seinen Brauereigeschäften von seinem Neffen Arthur Mielziner Myers, Sohn von Louis Myers und Catherine Ehrenfried, der ihm über 15 Jahre zur Seite stand. Mit ihm brachte er auch den Zusammenschluss mit der Brauerei Brown, Campbell and Co über die Firmenneugründung The Campbell and Ehrenfried Company Ltd. auf den Weg. Doch Ehrenfried starb noch vor der Firmengründung überraschend am 26. Februar 1897. Sein Neffe übernahm das Unternehmen und vollzog den Zusammenschluss mit John Logan Campbells Brauerei im Mai 1897 in Auckland. Die Firma, aus der später die Lion Nathan hervorging, nahm ihren Geschäftsbetrieb 1898 auf und Myers wurde einer ihrer drei Direktoren.